# Piet de Jong
Petrus Josef Sietse "Piet" de Jong (Apeldoorn, 3 d'abril de 1915 - 27 de juliol de 2016) va ser un polític neerlandès, que va ser el primer ministre dels Països Baixos entre el 1967 i el 1971.
Oficial de la marina neerlandesa, va viatjar al Regne Unit el 13 de maig de 1940 a bord del submarí O-24 i, durant la Segona Guerra Mundial, va servir com a comandant d'aquella embarcació. A l'abril de 1946 ell va tornar als Països Baixos. Allí va treballar al costat de l'almirallat el 1947 i el 1948 va treballar en el ministeri de la marina.
Entre el 25 de juny de 1959 i el 24 de juliol de 1963 ell va ser Secretari d'Estat de la Defensa, durant el govern de Jan de Quay. Entre el 1967 i el 1971 ell va ser Primer Ministre dels Països Baixos.